# Szerápión antiochiai pátriárka
Szent Szerápión (ógörögül: Σεραπίων), (? – 211. október 30.) antiochai püspök 191-től haláláig.
191-ben választották meg Antiochia püspökévé. Arról nevezetes, hogy ő szentelte fel Edessza püspökévé Palutot. (Palut követői később nagy tekintélyre tettek szert, mert bizonyítani tudták kapcsolatukat Antiochiával és Rómával.) Szerápión 20 évnyi püspökség után hunyt el 211-ben. A keleti egyház szentként tiszteli.